# Acoustique architecturale
L'acoustique architecturale est le domaine scientifique et technologique qui vise à comprendre et maîtriser la propagation des sons dans les bâtiments.
L'acoustique architecturale domine la construction des salles de spectacle et des studios d'enregistrement ; elle peut participer à la conception d'autres bâtiments comme les lieux de travail, les locaux de restauration collective, les halls de gares et d'aérogares, les habitations, pour lesquels la qualité acoustique peut avoir d'importantes implications en matière de bien-être et de santé.

## Acoustique des salles de spectacle
En appliquant la théorie de la propagation des ondes aux vibrations sonores, on touche à un domaine déjà fort bien maîtrisé depuis l'Antiquité, celui de l'acoustique des salles. Pour amplifier un son, les Grecs se servaient des propriétés physiques des matériaux, de la connaissance qu'ils avaient acquise sur les phénomènes de résorption et de réfraction des sons, et construisaient des théâtres et amphithéâtres en leur donnant une forme particulière. Ainsi, les constructions où devaient se produire des orateurs ou des musiciens avaient une acoustique très étudiée. Le théâtre d'Épidaure est ainsi un témoin de l'avancement des connaissances des Grecs en acoustique dès le IVe siècle av. J.-C.
Les connaissances en acoustique des salles au temps de la Grèce antique étaient cependant avant tout empiriques. Ce domaine de connaissance restera très longtemps presque entièrement fondé sur l'expérience, se développant par suite d'essais aboutissant parfois à des échecs, parfois à de grandes réussites pouvant ensuite servir de modèle pour les salles suivantes.
Le physicien américain Wallace Clement Sabine est généralement considéré comme le père de l'acoustique des salles en tant que domaine scientifique. En 1900, il publie l'article Reverberation qui pose les bases de cette science toute jeune.

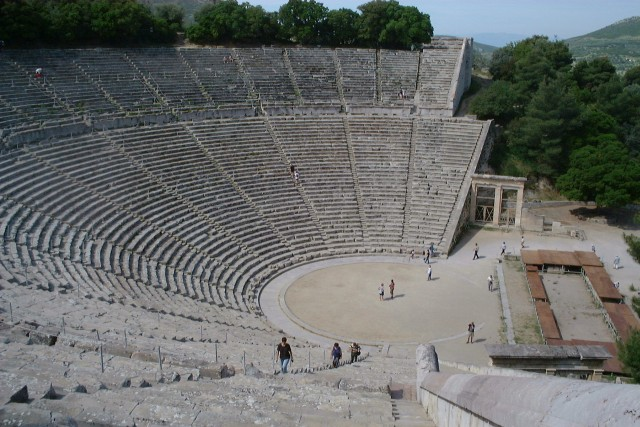
Le théâtre d’Épidaure renommé pour son acoustique.

Lorsqu’un son est émis dans une salle, les ondes sonores se réfléchissent sur ses parois pour parvenir à l’auditeur avec un retard, par rapport à l'onde directe, proportionnel à la distance parcourue. Il résulte de ces multiples réflexions un son continu dont l’amplitude décroît plus ou moins rapidement. La mesure de cette réponse est généralement appelée échogramme ou réponse impulsionnelle. La durée de réverbération ou temps de réverbération TR est généralement définie comme la durée nécessaire pour que la puissance sonore atteigne un millionième de sa valeur initiale (ce qui correspond à une décroissance de 60 dB).
Wallace Clement Sabine étudia la propagation des ondes sonores dans une enceinte fermée. Il montra que le temps de réverbération acoustique est proportionnel au volume v divisé  par le produit de l'aire totale de ses parois (murs, planchers et plafonds) par un coefficient d'absorption α compris entre 0 (paroi totalement réfléchissante) et 1 (paroi totalement absorbante, de laquelle aucune onde sonore ne se réfléchit, dite aussi fenêtre ouverte). On calcule  le dénominateur s.α en ajoutant les produits partiels obtenus pour chacun des éléments des parois
Formule de Sabine: {\displaystyle TR={\frac {0,163v}{s\alpha }}}
TR: secondes, v: m³, S: m², α: [0, 1].
Cette formule rend prévisible l'influence des matériaux utilisés dans la construction d'un lieu sur son acoustique, à condition d'en avoir déterminé au préalable l'indice d'absorption, ce que l'on fait en les introduisant dans une pièce conçue à cet effet (chambre réverbérante) et en mesurant les changements qu'ils y apportent.
Sabine s'était intéressé principalement aux grandes salles de concert, qui doivent posséder des parois suffisamment réfléchissantes pour transmettre le son à tous les auditeurs. Sa formule convient quand les coefficients d'absorption sont suffisamment petits. Quand ceux-ci sont grands, elle est manifestement fausse: si α = 1, c'est-à-dire que les parois absorbent entièrement le son, il ne devrait y avoir aucune réverbération (TR = 0); mais la formule de Sabine donne une valeur non nulle. Pour remédier à cela, Eyring a proposé de redéfinir α comme le logarithme naturel du coefficient de transmission (1 - absorption).
Formule d'Eyring {\displaystyle TR=-{\frac {0,161v}{s\ln {(1-\alpha )}}}}
Les deux formules donnent des résultats équivalents quand α est petit; il s'agit d'une évaluation à deux signes significatifs au plus, et non pas d'une mesure physique rigoureuse. Sabine était déjà conscient que la durée de réverbération ne suffit pas pour décrire la qualité acoustique d’une salle. Dans son article 'Reverberation', il propose trois facteurs définissant les conditions d’une bonne écoute. Ces trois facteurs sont :
- Loudness (puissance, énergie totale de la réponse impulsionnelle).
- Distortion of complex sounds (c'est-à-dire la balance, spectrale comme spatiale, résultat des phénomènes d’interférences et de résonance).
- Confusion (perte de clarté due à une prolongation des sons résultant des phénomènes de réverbération et d’écho).

Mais pour ces trois facteurs perceptifs, Sabine ne propose qu’un critère objectif (le TR), ne permettant de caractériser que le phénomène de réverbération.
Leo Beranek (en) proposa le premier, bien plus tard, une approche de définition générale de la qualité acoustique d'une salle de spectacle. Son étude des aspects perceptifs se proposait de faire comparer entre elles différentes salles de concert par des experts (chefs d’orchestre, interprètes et critiques musicaux). À partir d’entretiens avec ces experts et de ses écoutes personnelles, Beranek proposa une liste de 18 facteurs perceptifs qu'il résumera plus tard en 7 :
- « Reverberance » : réverbérance, évaluation subjective du phénomène de réverbération ;
- « Loudness » : puissance sonore ;
- « Spaciousness » : sensation d'espace et d'enveloppement sonore ;
- « Clarity » : clarté ou transparence ;
- « Intimacy » : intimité, sensation de proximité sonore ;
- « Warmth » : chaleur apportée par la coloration des timbres par la salle ;
- « Hearing on stage » : aptitude pour les musiciens, les comédiens ou les conférenciers (donc dans le contexte d'une salle de spectacle uniquement) à s'entendre correctement.

Pour presque tous ces facteurs perceptifs, Beranek propose des critères objectifs mesurables : le TR pour 'Reverberance', la force sonore G pour 'Loudness', la proportion de réflexions précoces parvenant latéralement à l'auditeur pour 'Spaciousness' (découverte de Michael Barron), le rapport de l'énergie sonore précoce sur l'énergie sonore tardive pour 'Clarity' (critère C80 défini par Abdel Alim), le délai temporel de la première réflexion parvenant à l'auditeur pour 'Intimacy', le rapport du TR en basses fréquences sur le TR dans les médiums pour 'Warmth'. Seul 'Hearing on stage' n'est pas associé à un critère objectif.

### Salles de concert, opéra
Ces salles doivent être optimisées pour la musique. L'origine des sons est bien définie, il faut assurer au public une bonne qualité d'écoute.
Généralement, les salles de concert et d'opéra ont un temps de réverbération plus long que les autres types de salle. Cette réverbération contribue à l'impression de volume sonore et à l'impression d'harmonie musicale.

### Théâtre
Des dizaines ou des centaines de spectateurs doivent entendre un son émis avec la puissance relativement faible par la voix des comédiens. Plus de réverbération augmente le volume perçu, mais diminue l'intelligibilité du texte. La réponse acoustique optimale d'une salle de théâtre donne un temps de réverbération plus court que celui d'une salle de concert.

### Salles de cinéma
Une salle de cinéma diffuse un programme enregistré par des moyens électroniques. Le critère de puissance sonore perçue ne se pose pas, puisqu'il dépend de la puissance des amplificateurs. On recherche un niveau sonore équilibré à toutes les places, une bonne intelligibilité du texte, une bonne qualité de reproduction musicale, et le meilleur amortissement possible des bruits émis par les spectateurs. Le temps de réverbération d'une salle de cinéma est normalement bien plus court que celui d'un théâtre.

### Salles sonorisées
Les salles équipées d'un système de renforcement sonore, posent des problèmes particuliers aux architectes-acousticiens. D'une part, le public doit bénéficier d'un niveau sonore suffisant, mais pas excessif, à toutes les places, et d'autre part il faut éviter les résonances, facilement excitées par la puissance du système de sonorisation, et qui diffèrent selon la position des microphones. Tous les critères doivent être évalués avec diverses configurations de sonorisation.

## Acoustique des lieux de travail

### Ateliers industriels
Dans les ateliers industriels, le problème qui se pose est la contention des niveaux de bruit, avec de nombreuses sources sonores. En plus des impératifs de communication orale liés au travail, des normes, lois et règlements fixent les niveaux de bruit maximum admissibles. Les contraintes de l'organisation de la production rendent le travail des acousticiens et architectes complexe.

### Bureaux organisés en espace ouvert
Comme dans l'espace industriel, les architectes et acousticiens qui travaillent sur des espaces ouverts de bureaux ont de nombreuses contraintes. Le niveau de bruit auquel ils doivent parvenir est plus faible ; il doit permettre une communication verbale aisée entre les personnes qui y travaillent, sans que les voix perturbent excessivement les voisins.

### Studios d'enregistrement, de radio et de télévision et leurs salles de contrôle
Les exploitants de ces espaces de travail dédiés au son sont particulièrement exigeants quant à l'acoustique des locaux.

## Isolation acoustique
La question de l’isolation est un aspect fondamental de l’acoustique du bâtiment. Il s’agit de s’assurer qu’une habitation ou un lieu d’activité ne sera pas perturbé par le bruit extérieur ou celui provenant des autres pièces du même bâtiment.
L’isolation est généralement quantifiée par une grandeur appelée isolement acoustique normalisé DnT, exprimé en dB(A) par rapport à un bruit rose à l’émission. L'uniformisation européenne des normes en acoustique du bâtiment a amené une nouvelle définition de cet isolement acoustique cette fois désigné par DnTw et exprimé en dB.
Cet isolement ne dépend pas que de la performance de la paroi séparative (son indice d'affaiblissement acoustique) : en effet, d’autres phénomènes que la transmission directe interviennent dans le passage du niveau d’émission au niveau de réception :
- les transmissions latérales, par propagation des vibrations dans les parois liées à la paroi séparative puis rayonnement de ces parois ;
- les transmissions parasites dues aux défauts d’exécution et au passage de gaine et de canalisations dans la paroi ;
- la réverbération dans le local de réception, liée à son volume et à son aire d’absorption équivalente.

Il existe donc principalement trois façons d'améliorer une isolation acoustique :
- limiter les transmissions directes, soit en réduisant la surface séparative, soit en améliorant l'indice d'affaiblissement acoustique de la paroi séparative en utilisant des matériaux de construction plus lourds (loi de masse) ou en utilisant des complexes multicouches (principe Masse/Ressort/Masse) ;
- limiter les transmissions latérales : les parois latérales les plus exposées à cette forme de transmission sont les parois légères et rigides telles que les carreaux de plâtre, les blocs de béton creux ou les briques alvéolées. Si ce type de paroi ne peut être évité, on pourra les traiter en collant des doublages en matériaux poreux et souples de type laine minérale par exemple. Une autre possibilité est d’introduire des ruptures d’impédance bloquant la propagation des vibrations. Ces coupures peuvent par exemple être réalisées à l’aide de joints de dilatation ;
- limiter les transmissions parasites, en surveillant les défauts d'exécution, en rebouchant les fissures, joints, passages de câbles ou de tuyauteries. Une très grande attention est nécessaire : par exemple, une paroi dont la constitution permet théoriquement un affaiblissement acoustique de 60 dB, si elle comporte 1 % de trous, ne permet plus que d'atteindre une performance de 20 dB !